# Gerris

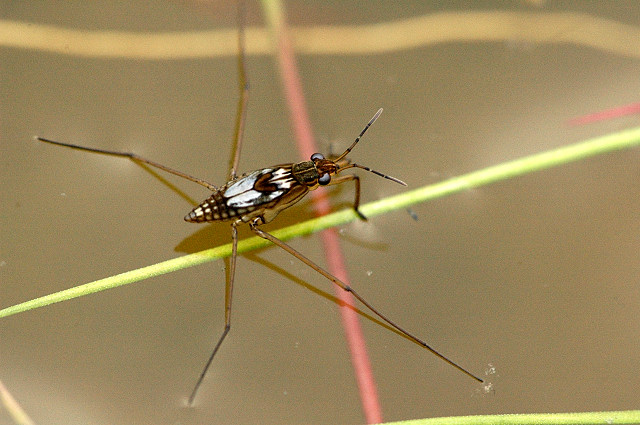
Larwa nartnika powierzchniowca

Nartnik (Gerris) – rodzaj pluskwiaków różnoskrzydłych z rodziny nartnikowatych i podrodziny Gerrinae.

## Taksonomia
Takson opisany został w 1794 roku przez Johana Christiana Fabriciusa. Dawniej należały tu w randze podrodzajów m.in. rodzaje Aquarius i Limnoporus, które później wyniesione zostały do rangi osobnych rodzajów.

## Opis
Czułki grube o pierwszym członie krótszym lub równym długości członów drugiego i trzeciego razem wziętych. Kłujka stosunkowo krótka, o trzecim członie mniej niż 3-krotnie dłuższym niż czwarty. Przednie odnóża o udach jasnych z ciemnymi pasami. Uda odnóży tylnych długości ud środkowych lub krótsze, zazwyczaj około 2-krotnie dłuższe od goleni. Sternit VII odwłoka o zakończeniach bocznych krótkich, najczęściej trójkątnych.

## Rozprzestrzenienie
Przedstawiciele rodzaju zamieszkują Europę, wschodnią Palearktykę, Bliski Wschód, Afrykę Północną oraz krainę orientalną. W Polsce 8 gatunków:
- G. argentatus
- G. asper
- G. gibbifer – nartnik powierzchniowiec
- G. lacustris – nartnik duży
- G. lateralis
- G. odontogaster
- G. sphagnetorum
- G. thoracicus

## Systematyka
Należą tu dwa podrodzaje:
- Gerris sensu stricto Fabricius, 1794
- Gerris (Gerriselloides) Hungerford & Matsuda, 1958